# Бакланов Григорій Митрофанович
Григорій Митрофанович Бакланов (нар. 14 жовтня 1911, село Борисівка, тепер Приморського району Запорізької області — 20 жовтня 1979, місто Київ) — український радянський діяч, міністр промисловості будівельних матеріалів УРСР, заслужений будівельник УРСР. Депутат Верховної Ради УРСР 7—9-го скликань. Кандидат у члени ЦК КПУ в 1966—1979 р. Кандидат технічних наук.

## Біографія
Народився в родині селянина-бідняка. З 1926 року — робітник, помічник машиніста, машиніст обертових печей Амвросіївського цементного заводу Сталінського округу.
Член ВКП(б) з 1931 року.
Освіта вища. У 1934 році закінчив Кам'янець-Подільський силікатний інститут.
У 1934 році — змінний майстер Вольського цементного заводу «Більшовик» Саратовського краю РРФСР.
У 1934—1935 роках — у Червоній армії.
У 1935—1937 роках — начальник цеху Дніпродзержинського цементного заводу Дніпропетровської області.
У 1937—1939 роках — директор Кричевського цементного заводу Білоруської РСР.
У 1939—1941 роках — начальник Головцементу Наркомату важкої промисловості СРСР. Слухач Вищої партійної школи при ЦК ВКП(б).
У 1941—1945 роках — у Червоній армії. Учасник німецько-радянської війни з 1941 року. Служив начальником Політичного відділу 131-ї окремої стрілецької бригади 11-го стрілецького корпусу, заступником начальника Політичного відділу 316-ї стрілецької дивізії 9-ї армії. Воював на Західному, Калінінському, Центральному, Закавказькому, Північно-Кавказькому, 1-му Українському фронтах. Потім служив у Військовій академії імені Ворошилова.
У 1946—1948 роках — начальник Головного управління республіканської промисловості, секретар партійного комітету Міністерства промисловості будівельних матеріалів СРСР.
З 1948 року — заступник міністра промисловості будівельних матеріалів Російської РФСР.
5 травня 1956 — 1 лютого 1957 року — міністр промисловості будівельних матеріалів Казахської РСР.
У липні 1957 — червні 1958 року — начальник управління будівельних матеріалів і залізобетону Ради народного господарства (раднаргоспу) Сталінського економічного адміністративного району.
У червні 1958 — травні 1965 року — заступник, у травні — жовтні 1965 року — 1-й заступник голови Державного комітету Ради Міністрів Української РСР у справах будівництва (Держбуду УРСР).
23 жовтня 1965 — 20 жовтня 1979 р. — міністр промисловості будівельних матеріалів Української РСР.
Похований у Києві на Байковому кладовищі.

## Звання
- майор

## Нагороди
- орден Леніна
- три ордени Трудового Червоного Прапора
- два ордени Червоної Зірки (18.03.1943, 26.10.1943)
- медаль «За оборону Москви»
- медаль «За оборону Кавказу»
- медалі
- заслужений будівельник Української РСР (1962)